# كومبابا كوينزلاند
كومبابا (بالإنجليزية: Coombabah)‏ هي ضاحية في جولد كوست في ولاية كوينزلاند، أستراليا. في تعداد عام 2006، كانت كومبابا بلغ عدد سكانها 9303. نما العدد إلى 9774 حسب إحصاء 2011.

## التسمية
كلمة 'Coombabah' هي نطق سئ بالإنجليزية للكلمة الأصلية في لغة سكان أستراليا الأصليين، ويمكن أن يكون لها ثلاث ترجمات بديلة:
1. الأولى بمعنى مكان ديدان الكوبرا.
2. الثانية بمعنى مكان السلاحف
3. الثالثة هي كلمة باللغة الأصلية تعني منزل السلاحف، أو جيب في الأرض.

## التركيبة السكانية
في تعداد عام 2011 بلغ عدد سكان كوكبابا إلى 9774، 54.1٪ إناث و 45.9٪ من الذكور. ومتوسط أعمار السكان هو 45 سنة، 8 سنوات أعلى من المتوسط الأسترالي. ولدوا 61.6٪ من الناس الذين يعيشون في كومبابا في أستراليا. وكانت من نيوزيلندا تعد صاحبة النسبة الأكبر للولادة من بعدها بنسبة 10.6٪، إنجلترا 8.8٪، 1.2٪ اسكتلندا، وجنوب أفريقيا 1.1٪، الفلبين 1٪. 87٪ من الناس يتحدثون اللغة الإنجليزية هي لغتهم الأولى 0.5٪ التغالوغ، 0.5٪ الفرنسية، اليابانية بنسبة 0.5٪، 0.5٪ الإيطالية، 0.5٪ الماندرين.

## الجغرافيا
تحاط كومبابا من قبل نقطة بارادايز وجزيرة هوب في الشمال، أروندل إلى الجنوب، خليج هارب ومياه بيكيرا في الشرق وهيلينسفيل إلى الغرب وبالإضافة إلى مدرسة كومبابا العليا.